# Paramahansa Yogananda
Ne doit pas être confondu avec Swami Yogananda, traducteur des œuvres de Swami Satchidananda.
Paramahansa Yogananda ou Paramhansa Yogananda (5 janvier 1893 - 7 mars 1952), né sous le nom de Mukunda Lal Ghosh, est un yogi et un guru (précepteur spirituel) qui a fait la promotion du kriya yoga en Occident.

## Biographie

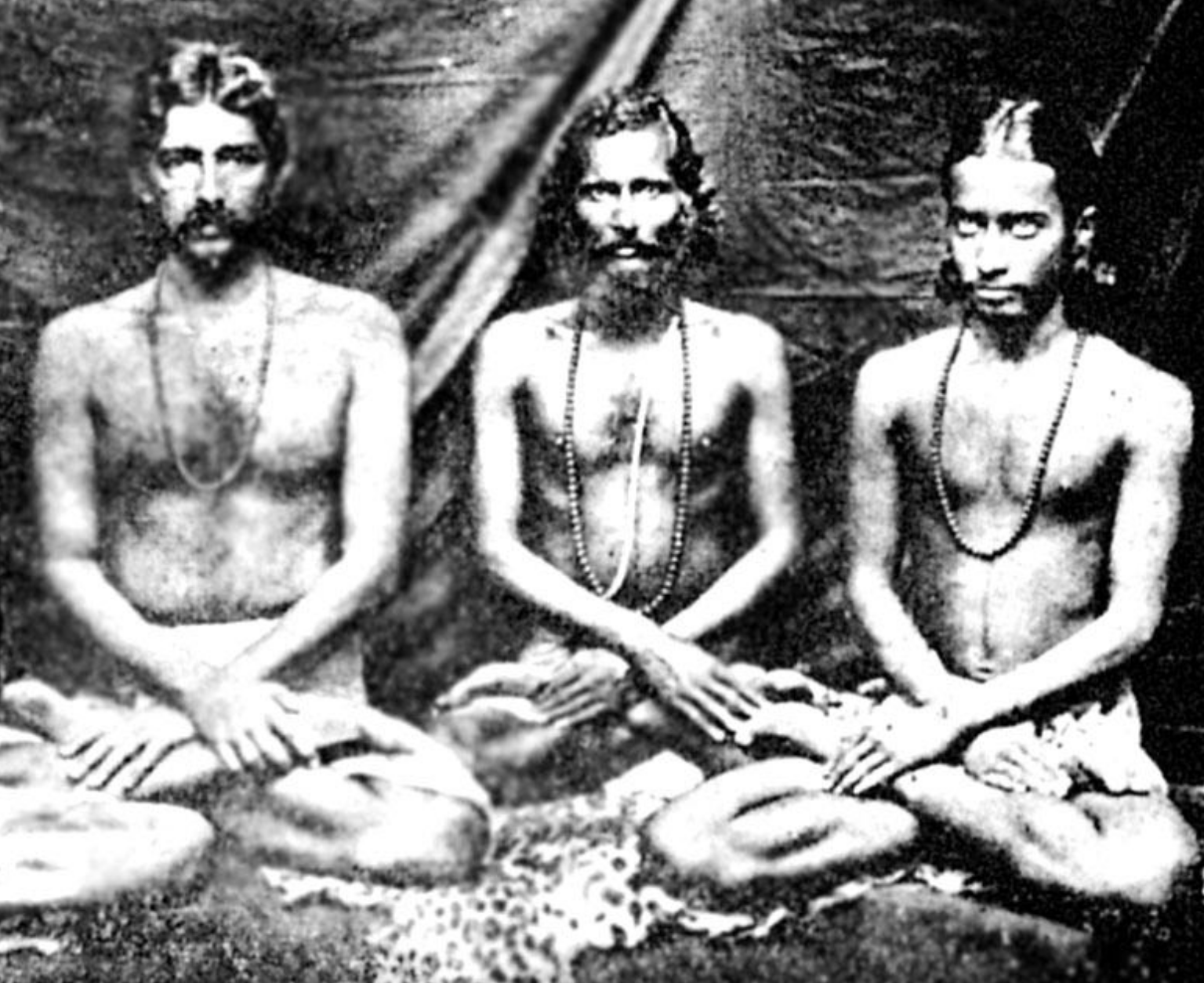
Paramahansa Yogananda en 1908 (sur la droite).

Né Mukunda Lal Gosh, à Gorakhpur, Inde, dans une famille de caste supérieure, il fréquente dès son adolescence de nombreux saints hindous. Il rencontre son maître spirituel Sri Yukteswar Giri à l'âge de 17 ans, en 1910. Il est ensuite scolarisé à l'école secondaire de Scottish Church College puis il obtient une licence en philosophie et lettres à l'université de Calcutta. En 1915, il devient moine dans l'ancien ordre monastique des Swami (moines hindous), et transforme son nom en « Swami Yogananda ».
Il se rend aux États-Unis en 1920, et y arrive le 18 septembre, comme représentant de l'Inde à un congrès international des religions libérales, qui a lieu à Boston en octobre sous les auspices de l'American Unitarian Association. Il fonde ensuite la Self-Realization Fellowship (en) (que l'on peut traduire par « Communauté de la réalisation du soi ») et donne des conférences dans de nombreuses villes américaines et notamment sur la côte Ouest des États-Unis. Le principal objectif de son organisation est de diffuser les anciennes pratiques et la philosophie du Kriya Yoga, enseignée par son maître swami Sri Yukteswar, et ceux qui l'ont précédé : Mahavatar Babaji et Lahiri Mahasaya. 
En 1924, après une tournée aux États-Unis, il établit le siège de son organisation à Los Angeles, dans une propriété appelée « Mount Washington ». Ses principaux enseignements sont fondés sur la méditation et la pratique de certaines techniques de Kriya Yoga.

## Autobiographie d'un Yogi

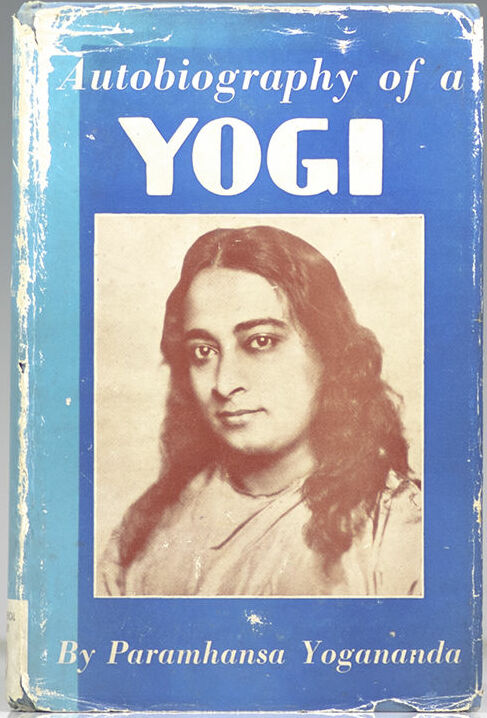
Couverture de la première édition d'Autobiographie d'un Yogi

En 1946, Yogananda publie l'histoire de sa vie, l'Autobiographie d'un Yogi, qui contient le récit de ses expériences surprenantes et l'exposé des principes du kriya yoga. Il a depuis été traduit en 45 langues. En 1999, il est désigné parmi les « 100 livres spirituels les plus importants du XXe siècle » par un panel d'auteurs spirituels invités par les éditeurs Philip Zaleski (en) et HarperCollins. L’Autobiographie d'un Yogi est le livre le plus populaire parmi ceux de Yogananda. Selon Philip Goldberg, qui a écrit American Veda, « le Self-Realization Fellowship — qui représente l'héritage de Yogananda — est justifié d'utiliser le slogan « Le livre qui a changé les vies de millions de personnes ». Il a vendu plus de quatre millions d'exemplaires ». En 2006, l'éditeur, Self-Realization Fellowship, a célébré le 60e anniversaire de l'Autobiographie d'un Yogi en lançant une série de projets visant à promouvoir l'héritage de cet homme que des milliers de disciples considèrent encore comme leur « maître ».
L'Autobiographie d'un Yogi décrit la recherche spirituelle de Yogananda pour l'illumination, en plus des rencontres avec des personnalités spirituelles remarquables telles que Thérèse Neumann, Ma Ananda Moyi, Vishuddhananda Paramahansa (en), Mohandas Gandhi, le lauréat du prix Nobel de littérature Rabindranath Tagore, le scientifique Luther Burbank (le livre est « Dédié à la mémoire de Luther Burbank, Saint Américain »), le scientifique indien Sir Jagadish Chandra Bose (lauréat du prix Nobel de physique) et Sir Chandrashekhara Venkata Râman. Un chapitre notable de ce livre est « La loi des miracles », où il donne des explications scientifiques pour des exploits apparemment miraculeux. Il écrit : « le mot « impossible » devient moins important dans le vocabulaire de l'être humain. »
L'autobiographie fut une source d'inspiration pour de nombreuses personnalités dont George Harrison, guitariste des Beatles ; Steve Jobs, cofondateur et PDG d'Apple Inc. Dans le livre Steve Jobs : une biographie, l'auteur écrit que pour la préparation d'un voyage, il a téléchargé sur sa tablette numérique, l’Autobiographie d'un Yogi, « le guide de la méditation et de la spiritualité qu'il avait lu pour la première fois adolescent, puis relu en Inde et relu encore une fois un an après. »
Jon Anderson, le chanteur et parolier du groupe Yes, a été inspiré par sa lecture pour la conception de l'album Tales from Topographic Oceans.

## Publications
- Autobiographie d'un yogi (1946-1951), trad. de l'an., Paris, Éditions Adyar, 495 p. Préface du Dr Evans Weitz. (Le projet Gutenberg diffuse gratuitement la version originale en anglais de cet ouvrage : Autobiography of a Yogi.)
- Autobiographie d'un yogi (2012), éditeur : Self-Realization Fellowship - préface d'Evans Wentz. Également édité par la Self-Realization Fellowship au format de poche en 2016. Cette édition complète est la seule à offrir un texte définitif en incluant, comme le souhaitait Paramahansa Yogananda, les importants éléments qu'il ajouta après l'édition originale de 1946.
- Comment converser avec Dieu ?, Self-Realization Fellowship, 2012
- La Loi du succès, Self-Realization Fellowship, 1972
- La paix intérieure, Self-Realization Fellowship, 2013
- Affirmations scientifiques de guérison, Self-Realization Fellowship, 2013
- Méditations métaphysiques, Self-Realization Fellowship, 2013
- Dans le sanctuaire de l’âme, Self-Realization Fellowship, 2013
- La quête éternelle de l’homme, Self-Realization Fellowship, 2014
- Journal spirituel, Self-Realization Fellowship, 2017
- A la Source de la Lumière, Self-Realization Fellowship, 2010
- Ainsi parlait Paramahansa Yogananda, Self-Realization Fellowship, 2011
- La Science de la Religion, Self-Realization Fellowship, 2012
- Vivre sans peur, Self-Realization Fellowship, 2013
- Vivre en vainqueur, Self-Realization Fellowship, 2013
- Pourquoi Dieu permet le mal ?, Self-Realization Fellowship, 2013

## Dans la culture
Autobiographie d'un Yogi est source de l'album concept Tales from Topographic Oceans du groupe de rock progressif britannique Yes, paru en 1973 sur le label Atlantic.
Awake: The Life of Yogananda (2014), documentaire de 87 min de Lisa Leeman et Paola Di Florio. Distribué en France en 2016 par Jupiter Films sous le titre « Yogananda », ce film qui retrace la vie de Paramahansa Yogananda a reçu de nombreuses récompenses dans le monde entier,.